# Bāghdaraq
Bāghdaraq (persiska: بَگدِرِ, باغدرق, Bāgh Daraq, باغ دَرِّه, بِگ دَرَ, بِيگ دَرِّه, باغ دَرَق) är en ort i Iran. Den ligger i provinsen Västazarbaijan, i den nordvästra delen av landet, 600 km nordväst om huvudstaden Teheran. Bāghdaraq ligger 1 043 meter över havet och antalet invånare är 828.
Terrängen runt Bāghdaraq är kuperad norrut, men söderut är den platt.Runt Bāghdaraq är det ganska tätbefolkat, med 75 invånare per kvadratkilometer. Närmaste större samhälle är Khvoy, 11,8 km sydväst om Bāghdaraq. Trakten runt Bāghdaraq består till största delen av jordbruksmark.